# U 874
U 874 war ein Langstrecken-Unterseeboot des Typs IX D2. Es sollte im Zweiten Weltkrieg von der Kriegsmarine im Fernen Osten eingesetzt werden, absolvierte aber keine Unternehmungen.

## Bau und Ausbildung
Die Werft der Deschimag AG Weser in Bremen stellte die Produktion bei Kriegsbeginn auf den U-Bootbau um. Bis Kriegsende fertigte die Werft im Auftrag der Kriegsmarine insgesamt 28 Boote des Typs IX D2. Diese Boote waren für den Einsatz im Indischen Ozean vorgesehen und sollten mit der Gruppe Monsun von improvisierten Basen in Ostasien aus operieren. Der Bauauftrag für U 874 erging am 25. August 1941 und umfasste insgesamt 11 Boote dieses Typs. Die Indienststellung erfolgte am 8. April 1944 unter dem Kommando von Oberleutnant zur See Theodor Petersen. Wie die meisten Boote seiner Zeit führte auch U 874 ein bootsspezifisches Zeichen am Turm. Es handelte sich um eine goldene Raute auf weißem Grund.

## Einsatz
Das Boot wurde nach der Indienststellung der 4. Unterseebootsflottille in Stettin unterstellt. Schwerpunkt der Ausbildung der Besatzung lag auf dem geplanten Einsatz in Süd-Ostasien. Am 1. März 1945 wurde das Boot der 33. U-Flottille zugeteilt. Im selben Monat verließ U 874 Kiel und verlegte nach Norwegen.

### Versenkung
Am 8. Mai kapitulierte Kommandant Petersen im norwegischen Horten. Anschließend überführte er das Boot über Scapa Flow nach Lisahally, den Hafen von Londonderry, wo U 874 am 31. Mai eintraf. Im September und Oktober wurde das Boot zur Besichtigung im Hafen von Liverpool ausgestellt. Im Dezember desselben Jahres wurde U 874 von Lisahally nach Moville verbracht. Von dort aus wurde das Boot durch den Geleitzerstörer HMS Mendip auf Position geschleppt und am 21. Dezember um 7:59 Uhr mit Artilleriefeuer versenkt.